# NGC 1494
NGC 1494 is een balkspiraalstelsel in het sterrenbeeld Slingeruurwerk. Het hemelobject werd op 28 december 1834 ontdekt door de Britse astronoom John Herschel.

## Synoniemen
- PGC 14169
- ESO 201-12
- IRAS 03562-4902